# 11019 Hansrott
11019 Hansrott (1984 HR) là một tiểu hành tinh vành đai chính được phát hiện ngày 25 tháng 4 năm 1984 bởi A. Mrkos ở Klet.